# (400178) 2006 WP102
(400178) 2006 WP102 es un asteroide perteneciente al cinturón de asteroides, descubierto el 19 de noviembre de 2006 por el equipo del Spacewatch desde el Observatorio Nacional de Kitt Peak, Arizona, Estados Unidos.

## Designación y nombre
Designado provisionalmente como 2006 WP102.

## Características orbitales
2006 WP102 está situado a una distancia media del Sol de 2,857 ua, pudiendo alejarse hasta 3,135 ua y acercarse hasta 2,578 ua. Su excentricidad es 0,097 y la inclinación orbital 2,983 grados. Emplea 1764,20 días en completar una órbita alrededor del Sol.

## Características físicas
La magnitud absoluta de 2006 WP102 es 17,2.